# Digital bevaring
Ved digital bevaring forstås det at sikre vedvarende adgang til digital information på tværs af skiftende teknologier (lagringsmedier, dataformater og programmer til adgang) over tid. Adgang betyder i denne sammenhæng både, at data er fejlfrit opbevaret, og at de kan fortolkes af kommende brugergrupper i et langtidsperspektiv, dvs. ikke bare 5 eller ti år, men nærmere de næste 100 år. Digital bevaring er en opgave med mange forskellige aspekter, hvor der ikke findes færdige løsninger og svar på nuværende tidspunkt.  Digital bevaring er ikke det samme som en backup. 
Der er grundlæggende to hovedaktiviteter, som begge skal gennemføres, for at man kan tale om digital bevaring:
- Man skal gennemføre en bitbevaring, dvs. at man skal bevare den helt korrekte sekvens af 0'er og 1'taller for eftertiden
- Man skal gennemføre en logisk bevaring, dvs. at man løbende i al fremtid skal have metoder til at omforme filerne til noget, der er forståeligt for mennesker. Det sidste kan grundlæggende ske ud fra tre forskellige bevaringsstrategier:
  - Den museale, hvor man forsøger at gemme den oprindelige hardware og software i form af de elektroniske læseapparater, der løbende udvikles til formålet. Den museale strategi er dog ikke særlig langtidsholdbar, da det er svært at blive ved med at skaffe reservedele til og vedligeholde den oprindelige hardware, ligesom softwaren i form af både operativsystemer, programmer og data kan blive skadet over tid.
  - Migrering, også kaldet formatkonvertering, hvor man sikrer, at man til stadighed har materialet i en form, som kan fortolkes med de til enhver tid gængse læseapparater/fortolkere. Ved formatkonvertering er der en risiko for at man mister noget – typisk ikke noget der har med dokumentets intellektuelle indhold at gøre, men f.eks. noget der kan knytte sig til det funktionelle, som look-and-feel. Formatkonvertering er lettest at gå til, fordi man kan påbegynde opgaven med det samme for de formater, hvor man kender en farbar løsning.
  - Emulering, hvor man enten i software eller i hardware sikrer en emulering af de oprindelige omgivelser, således at man ved afspilning af programmer på de originale data kan genskabe den oprindelige oplevelse. Emulering er vanskeligst at gå til, fordi man skal løse alle udfordringerne som et samlet hele.

I Danmark findes der enheder bl.a. på Det Kgl. Bibliotek, som er et resultat af en fusion mellem Statsbiblioteket og Det Kongelige Bibliotek pr. 1.1.2017, og i Rigsarkivet, frem til 1.10.2014 kaldet Statens Arkiver, som  specifikt arbejder med disse problemstillinger.